# スパム

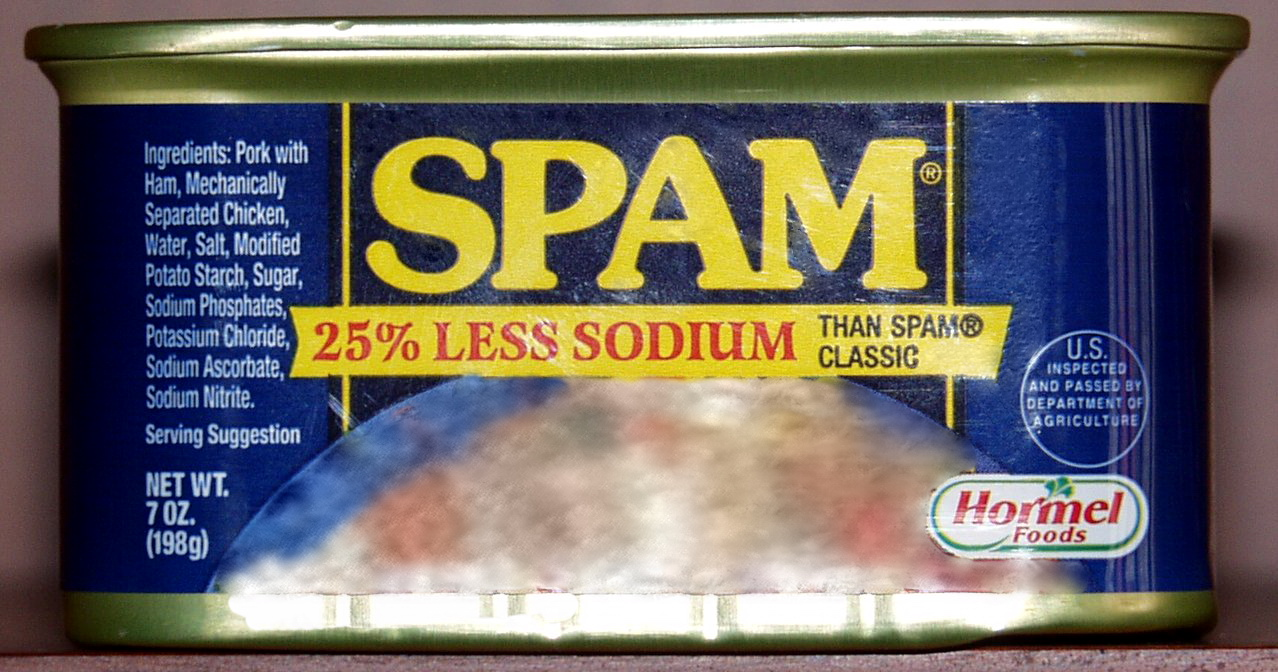
減塩スパム

スパム（英語: SPAM）は、アメリカ合衆国の食品製造企業、ホーメル・フーズの製造販売するランチョンミート缶詰の製品である。（香辛料などを加えた挽肉を型に入れて熱して固めたもの、ソーセージミートとも言う）
ポークランチョンミート（ポーク缶）の一種である。

## 概要
1937年に米国ホーメル社のジェイ・C・ホーメル（Jay Catherwood Hormel）によって開発された。ジェイ・C・ホーメルは同社の創業者ジョージ・A・ホーメル（George A. Hormel）の息子である。
ジェイ・C・ホーメルは自身が第一次世界大戦に従軍した際にフランスのジエーブルにあるアメリカ軍の補給所に配属され、長期保存可能な携行性の高い食品にニーズがあると感じるようになった。そこで大型の缶詰製品だった「ホーメル・フレーバー・シールド・ハム」を小型化すれば新たな市場を開くことができると考えた。そこでまず缶詰のサイズを従来の4分の1（12オンス）にし、1936年に「スパイスハム」として売り出した。このスパイスハムを改良したものが翌1937年に発売を開始したポーク缶の「スパム」である。この商品は長期保存が可能で、味にほとんど変化がなく、家庭でも手軽に調理できるという利点があった。ジェイ・C・ホーメルは大々的なキャンペーンを展開して発売から数カ月でホーメル社の主力商品となり、手軽で簡単に調理できることから「ミラクルミート」と称された。
またこの缶詰は第二次世界大戦中に各国の軍隊に軍事物資となった。そして、イギリス、ハワイ、グアム、フィリピン、韓国、沖縄など米軍駐留地を中心に市場が広がり、グローバル商品となった。
商品名の由来について、当初は Hormel Spiced Ham（スパイスド・ハム）だったものがインパクトに欠けるということで公募されSPAMが採用された、という説があるが、ホーメルフーズは「SPAMはspiced hamの略ではなく、SPAMの意味はあくまでSPAMである」として否定していた。現在はFAQで「SPAMの正確な意味は昔のごく一部の重役しか知らず、もはや知る術がない」という見解に転じている。
ホーメル社は米国国内での賃金上昇や株主の配当金に対する期待の高まりを受け、1955年頃から米国国外での市場の開拓に乗り出し、アイルランド、カナダ、イギリス、キューバ、ベネズエラでライセンスによる現地生産を開始した。
スパムの消費者の「54年間にもわたる無差別的消化力に対して」、1992年にイグ・ノーベル賞栄養学賞が授与された。

## 種類
現在米国を中心に発売されている主な種類は次の通り：
- スパムクラシック (Spam Classic) - オリジナル味
- スパム ホット＆スパイシー (Spam Hot & Spicy) - タバスコ味
- 減塩スパム (Spam Less Sodium) - オリジナルよりも25%塩分が控えめ。
- スパムライト (Spam Lite) - オリジナルよりも33%カロリーが少なく、50%脂肪分が少ない。
- スパム オーブンローストターキー (Spam Oven Roasted Turkey) - ハラールの規格にも適合しており、イスラムの市場でも人気がある。
- ヒッコリー燻製風味スパム (Spam Hickory Smoke flavor)
- スパムスプレッド (Spam Spread) - ペースト状のスパム。“if you're a spreader, not a slicer...just like Spam Classic, but in a spreadable form”
- ベーコン入りスパム (Spam with Bacon)
- チーズ入りスパム (Spam with Cheese)
- にんにくスパム (Spam Garlic)
- 黒胡椒スパム (Spam Black Pepper)
- ハラペーニョスパム (Spam Jalapeno)
- テリヤキスパム (Spam Teriyaki)
- チョリソ風味スパム (Spam Chorizo Seasoning)
- トシーノ風味スパム (Spam Tocino Seasoning)
- スパム ゴールデンハニーグレイル (Spam Golden Honey Grail)- モンティ・パイソンの映画を基にしたミュージカルスパマロットを記念して作られた。
- スパム うす塩 - オリジナルよりも塩分が34%、脂肪分が17%少ない。沖縄県限定発売
- スパムマイルド (Spam Mild) - 韓国限定販売
- ポーチュギーズソーセージ風味スパム (Spam Portuguese Sausage Seasoning) - ハワイ州限定販売

SPAMはサイズにも種類がある。「スパムシングル」はサンドイッチ1切れ分のサイズであり、金属缶ではなく、プラスチック容器に入れられている。味はスパムクラシックとスパムライトがある。また、ハーフサイズ缶も発売されている。

## 名前の由来
SPAMは、ホーメルフーズの登録商標である。
元の名称は「Hormel Spiced Ham」であったが、インパクトに欠けていたため、売り上げが落ち始めた1930年代に名称が公募され、1937年7月5日に「SPAM」が選ばれた。イギリスの料理作家マーガレット・パッテン (Marguerite Patten) は、著書『Spam ? The Cookbook』の中で「SPAMの名前は、ホーメル副社長の兄弟で俳優のケネス・デイノー (Kenneth Daigneau) が考えたもので、彼はこれにより100ドルの賞金を得た」と述べている。
由来について「当初、ホーメルフーズ自身により “Shoulder of Pork And haM” の略であると発表された」と言う人もいるが、ホーメルフーズの公式サイトに、この記述は無い。ただし、日本のSPAM公式サイトには、ケネスが考案したことを含めてこの記述がある。
このほかにも、一種のジョークとして「Something Posing As Meat（肉の形をした何か）」、「Stuff, Pork And haM（豚肉ともも肉の代物）」、「Spare Parts Animal Meat（予備の獣肉）」のようなバクロニムが考えられている。
アメリカ合衆国では「スパム」が、ホーメル製品以外の類似肉製品の呼び名としても使われることが多い。そこでホーメルフーズは、商標の普通名称化を避けるために「商標ガイドライン」を発表しており、「SPAM は、すべて大文字で書かなければならない。また『スパムランチョンミート』のように、形容詞的に用いなければならない」と説明している。

## 栄養
56グラムのスパムには、7グラムのタンパク質、2グラムの炭水化物、15グラムの脂質（アメリカ人が1日に必要とする量 (US Daily Value) の23%）が含まれている。脂質のうち6グラムは飽和脂肪酸であり、170キロカロリーである。ナトリウムは1日の摂取量の3分の1に達する。ビタミンとミネラルの含有量は少なく、ビタミンAは0%、ビタミンCは1%、カルシウムも1%、鉄は3%である。

## 軍の支給品としてのスパム

### 第二次世界大戦
第二次世界大戦が勃発し、1941年に米国で武器や食料を同盟国に提供する武器貸与法（Lend-Leas Act）が成立するとホーメル社もポーク缶を提供することになった。このときアメリカ政府や軍から缶詰の形状を背嚢（背負う皮製のバッグ）に詰めやすくするため長方形にするようホーメル社に依頼している。
ホーメル社は1941年3月の武器貸与法の実施により、同年6月までに400万缶（円形の缶詰）、9月に800万缶（長方形の缶詰）、11月に1500万缶（長方形の缶詰）を政府や軍に提供した。
第二次世界大戦における主な提供国（提供先）はアメリカのほか、イギリスやロシア（ソ連）である。
ナチス・ドイツは、ソ連から食糧を収奪し数百万人のスラブ人を餓死させようとした（飢餓計画）。ソ連軍がアメリカ軍から提供されたスパムは、1億ポンドにも上る。ニキータ・フルシチョフは「スパムが無ければ、我が軍に食料を配給する事はできなかっただろう」と語った。
第二次世界大戦を指揮した一人であるアメリカ合衆国大統領のアイゼンハワーは、同製品に対し「兵士の健康を維持し、飢えさせないよう戦った」と評して、感謝状を贈っている。

### 英国での普及
第二次世界大戦前、イギリス帝国は食料の70%を輸入に頼っていた。肉は50%が輸入だった。これが弱点と知っていた枢軸国は、食料輸入路を断つことで兵糧攻めを狙った（詳細は大西洋の戦い (第二次世界大戦)を参照）。
イギリス政府は配給制度の改善のため、ポイント制を導入した。金銭があっても、クーポンが無ければ食料品は買えないのだが、米国のSPAMは当初不人気だったので、購入に必要なポイントが下げられた。また闇市でも入手しやすかった。
戦後は経済不況と世界的な食料不足のため、かえって食糧事情が悪くなり、ジャガイモすら1947年に初めて統制品になった。イギリス政府は食料不足を補うため、カマスを含め色々な食品を輸入した。肉は最後まで配給対象品として残され、外れたのは1954年だった。カマスは骨が多く油っぽいとして、イギリスの食卓に馴染まなかったが、SPAMは定着した。

## 米軍駐留地での普及

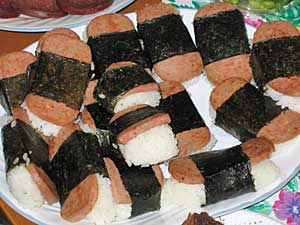
調理例・スパムむすび

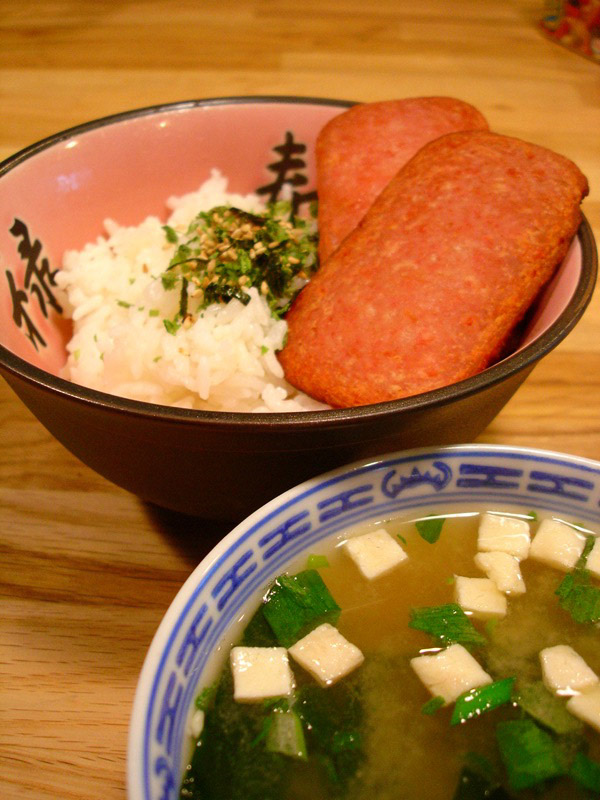
スパムご飯

スパムは軍事物資であったことから、ハワイ、グアム、フィリピン、韓国、沖縄など米軍駐留地のある地域を中心に普及していった。

### ハワイ
ハワイではスパムが米軍配給食とされたこともあって一般的な食品として普及している。日系アメリカ人のBarbara Funamuraによって考案された薄切りにして焼かれ、飯の塊に海苔で留められた、寿司ネタの玉子に似た「スパムむすび」はハワイ州において多くの人に愛好されている。

### 韓国
大韓民国のプデ（部隊）チゲは、韓国的な辛いスープでスパムやハム、ラーメンなどを野菜と共に煮込む鍋料理である。なお、韓国では、スパムは地元食品会社、CJ第一製糖がホーメル社よりライセンスを受けて韓国で製造されたものが一般的である。この韓国向けスパムは、日本の韓国食材店で販売されている。

### 沖縄県とスパム

#### ホーメルグループの進出

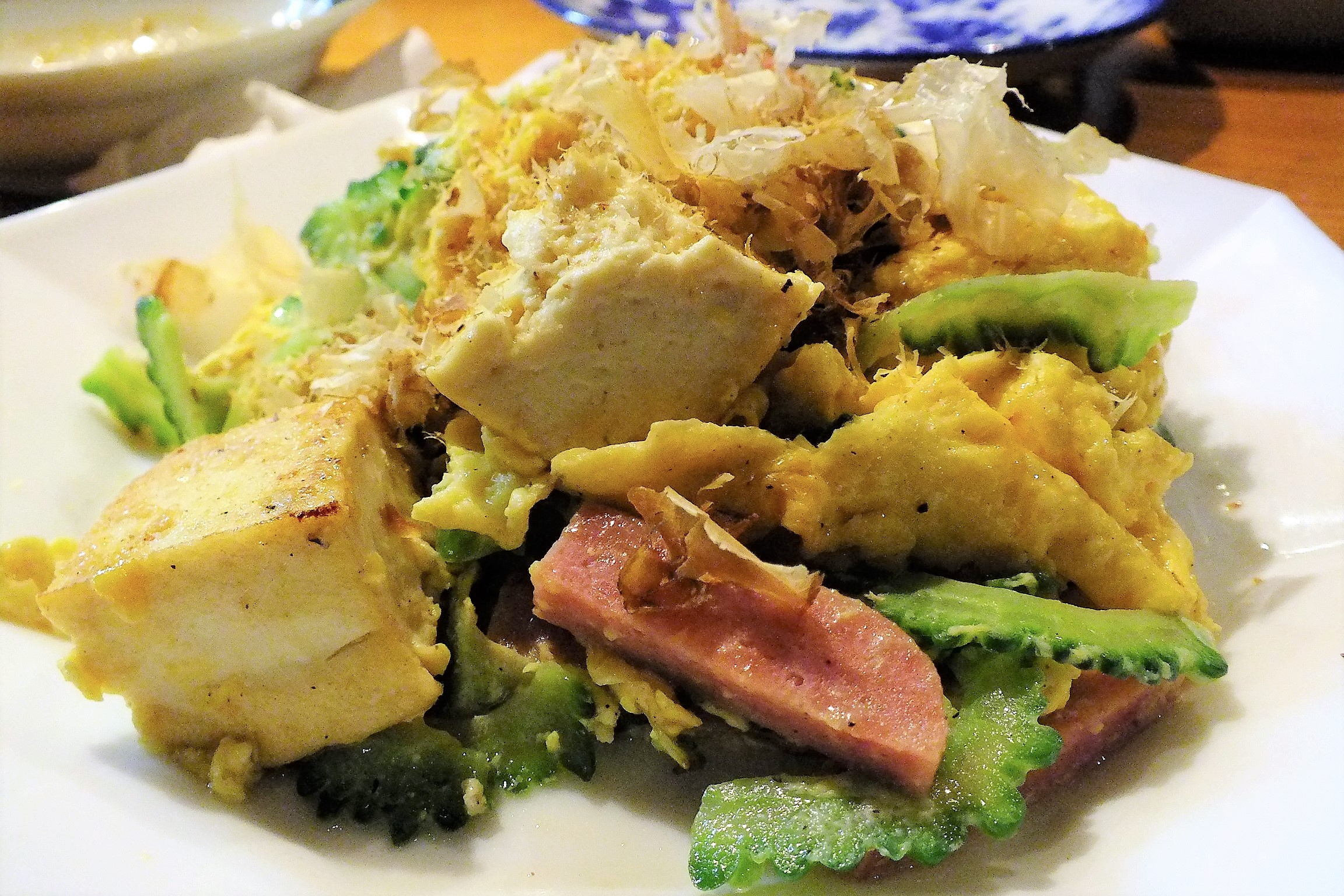
沖縄ではスパムを使ったゴーヤーチャンプルーはポピュラーである。（石垣島にて）

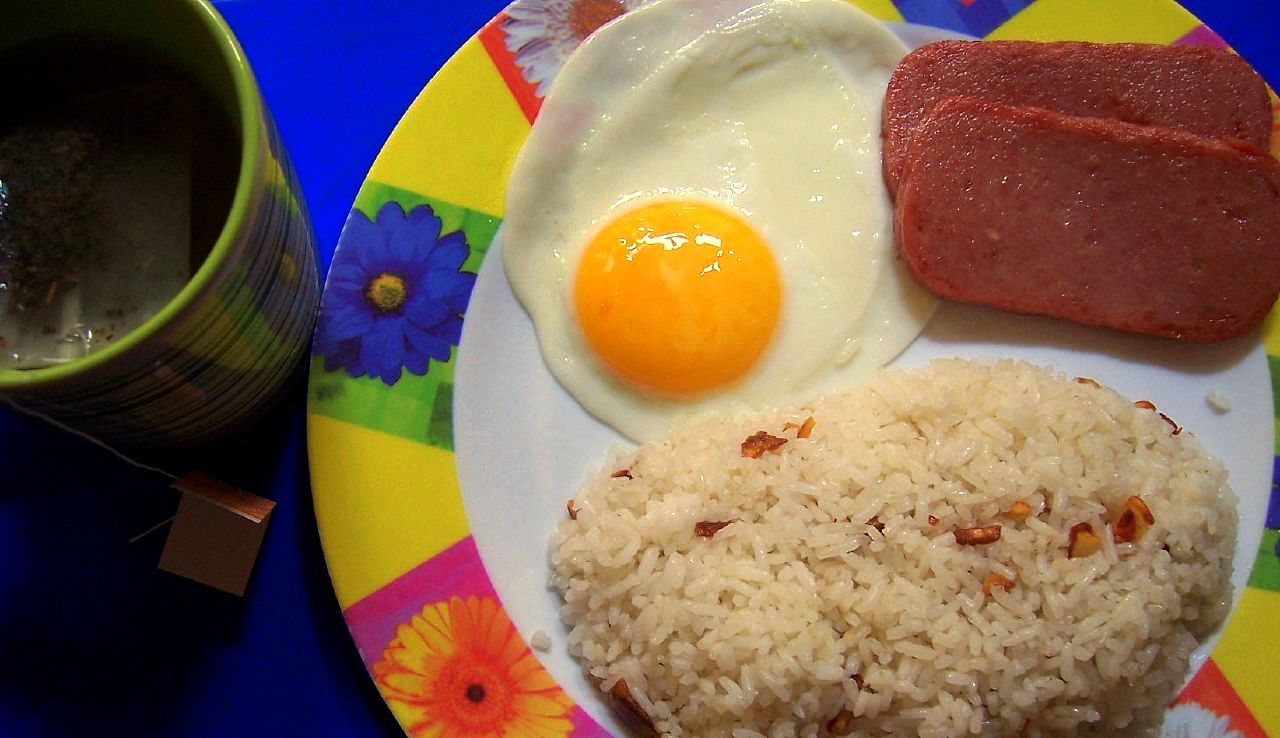
スパムエッグご飯の例、フィリピン

1959年、米軍の施政権下にあった沖縄で輸入食品缶詰やハムなどの販売を行う第一企業が設立され、同社は1969年にホーメル社と資本及び技術提携を行ってそのグループ傘下に入り、1993年に社名を沖縄ホーメルに改名した。
1960年代、ホーメル社はカリフォルニア工場で製造した商品を沖縄に出荷しており、「メリーキッチン・コンビーフハッシュ」を主力商品としていた。沖縄での需要拡大に着目したホーメル社は、1968年に外国事業部長のエルキンス（Howard L. Elkins）を派遣して市場調査にあたらせた。そして1969年11月19日に琉球政府の許可を得てホーメル社と第一企業との資本・技術提携が成立した。

#### 食文化
沖縄県ではスパムを含むランチョンミートは、「ポーク」と呼ばれ多用されている。沖縄の家庭料理「ポーク玉子」は、薄切りにしたスパムを焼き、卵焼きを添えたものである。
沖縄戦から戦後にかけアメリカ軍に捕虜として収容された住民は、元々軍隊食として用いられたスパムを軍から支給された食糧として、また解放された後も食糧難より軍からの払い下げ品や横流し物資として、食べ始めることとなった。沖縄では琉球王国時代より豚肉を食べる文化が根付いていたが、激戦となった沖縄戦により養豚業が壊滅状態となり、また冷蔵庫がなくても保存が利くため豚肉の代用品として用いられることとなった。流通や保存技術の発達した現代においても豚肉より価格が安く、買いだめも可能なため、沖縄料理や日常のおかずに欠かすことのできない食材となっている。
他県より沖縄県ではスパムが安値で販売されており、主なスーパーマーケットでは一週間に1度か2度は日替わり特売商品として販売されている。理由としては大量消費地である沖縄独自の流通ルート、復帰特別措置法による輸入関税の優遇、沖縄ホーメルと米国本社の親密な資本提携関係による安価での仕入れ、オランダやデンマークなどの競合製品が複数存在し激しいシェア争いがある、と考えられる。
沖縄県内では、スパムや他社ランチョンミートのラジオ・テレビCMも大々的に放送されている。

#### 日本本土市場との関係
沖縄でホーメルブランドの商品を扱う株式会社第一企業は、1982年に株式会社ホーメルに社名を変更した。その後、1990年に沖縄に本社を置くホーメルは収益性が低下して経営の見直しを迫られ、沖縄銀行を中心とする経営再建計画の中で、琉球協同飼料に支援を求めて経営再建を図った。沖縄のホーメルは米国のホーメル社に資本・技術提携の継続を求め承諾を得ることができたが、その条件として業務用を除き販売エリアを沖縄県内にとどめることとなった。そして、沖縄の株式会社ホーメルは1993年に株式会社沖縄ホーメルとなった。
日本本土の市場開拓について、米国のホーメル社は2008年に新たにホーメルフーズジャパン（日本ホーメル、本社：渋谷区道玄坂・渋谷マークシティ）を設立して伊藤忠商事と提携することになった。従来通りに伊藤忠商事が輸入元となり、同社の流通網を通じて米国産のSPAMクラシックがゼネラルマーチャンダイズストアを中心に販売されている。また、ウォルマート・ストアーズ傘下の西友では、伊藤忠商事が日本向けに輸入した製品ではあるものの、独自のシール包装を被せる形で貼付して西友プロキュアメントが販売元となっている。
2010年3月からは、関東広域圏など一部地域で、ホーメルフーズジャパンによる加熱調理のレシピ例を例示するテレビコマーシャルのスポットCMが放映された。SPAM缶の縫いぐるみキャラクター「SPAMMY（スパミー）君」が、コマ撮りで踊る内容である。なお、歌はたつやくんが歌っている。2018年からCMが外国人女性がスパム卵（いわゆるポーク卵）やスパムおにぎりをキッチンで楽しそうに作る新バージョンとなった。SPAMの缶を叩いて作った軽快なビートに合わせて日常の風景を切り取った内容である。作曲は沖縄県内のDJ/プロデューサーのKIZUM（キズム）とKAANEE（カーネー）の共同制作である。

## 食品の特徴と文化

### 非常食としての利用
スパムは賞味期限が製造から3年で常温で保存可能、缶詰を開けて加熱せずにそのまま食べることもできる。東日本大震災の際に、ホーメル食品は、岩手県・宮城県・福島県の被災者に、スパム36,000缶を救援物資として提供、また会社として10万米ドルを「マッチングギフト」として拠出し、従業員達から募った義援金と併せてアメリカ赤十字社を通じて寄付をした。2013年も引き続き被災者に、スパムを救援物資として提供した。

### 飢餓と戦うSpammy
SpammyTMは、どのような食文化でも広く受け入れられる様に七面鳥の肉を用い、栄養失調の子供を飢餓から救済するために開発された製品である。栄養支援に特化された製品で、アメリカ合衆国農務省は、亜鉛・鉄・ビタミンB・その他ミネラルが強化されたこの製品を、アメリカ合衆国内には流通させない様に求めている。
2011年に、ホーメル食品は貧困率が50%を超える、中米のグアテマラを中心に、3年間で100万個のSpammyを支援することを発表した。就学前の児童160人に対し、20週以上に渡って行われた調査の結果、病気による欠席が減少し、「ビタミン・ミネラル強化製品」は統計的に有意な改善が見られたという成果を2014年に発表した。

### 博物館

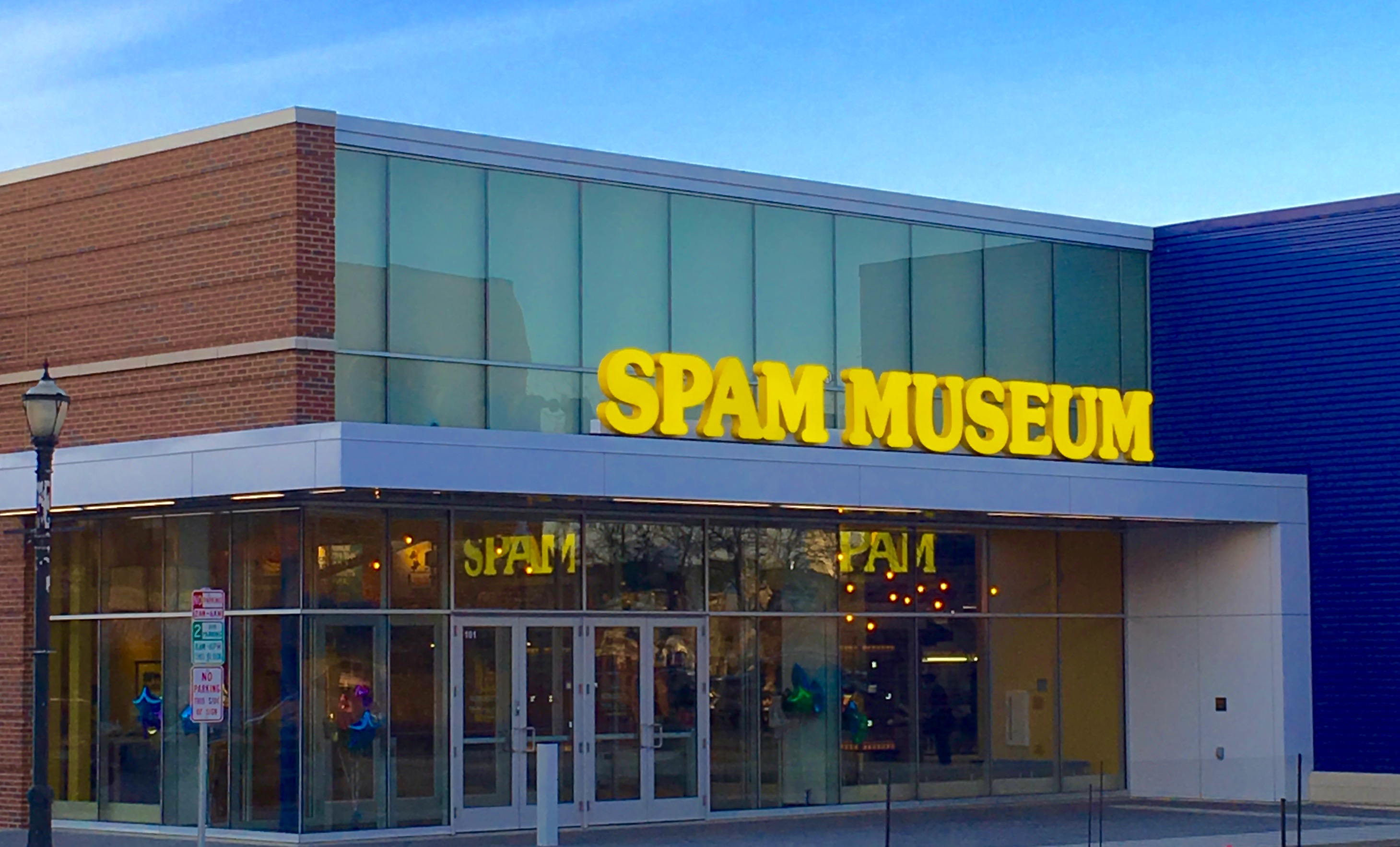
ホーメル社のスパム博物館

- オースティンにスパム博物館がある。

### フェスティバル

#### SPAM Jam
ホーメル社の発祥の地で本社のあるアメリカのミネソタ州のオースティンではSPAM Jamの愛称で知られた地方祭典があり、この中でパレードや景気付けに打ち上げられる花火と並んで、調理されたスパムは人気がある。また、オースティンにはスパム博物館があり、スパムの町として名高い。

#### Waikiki SPAM JAM
ハワイのワイキキで行われているSPAM Jamのフェスティバル。

#### spamarama

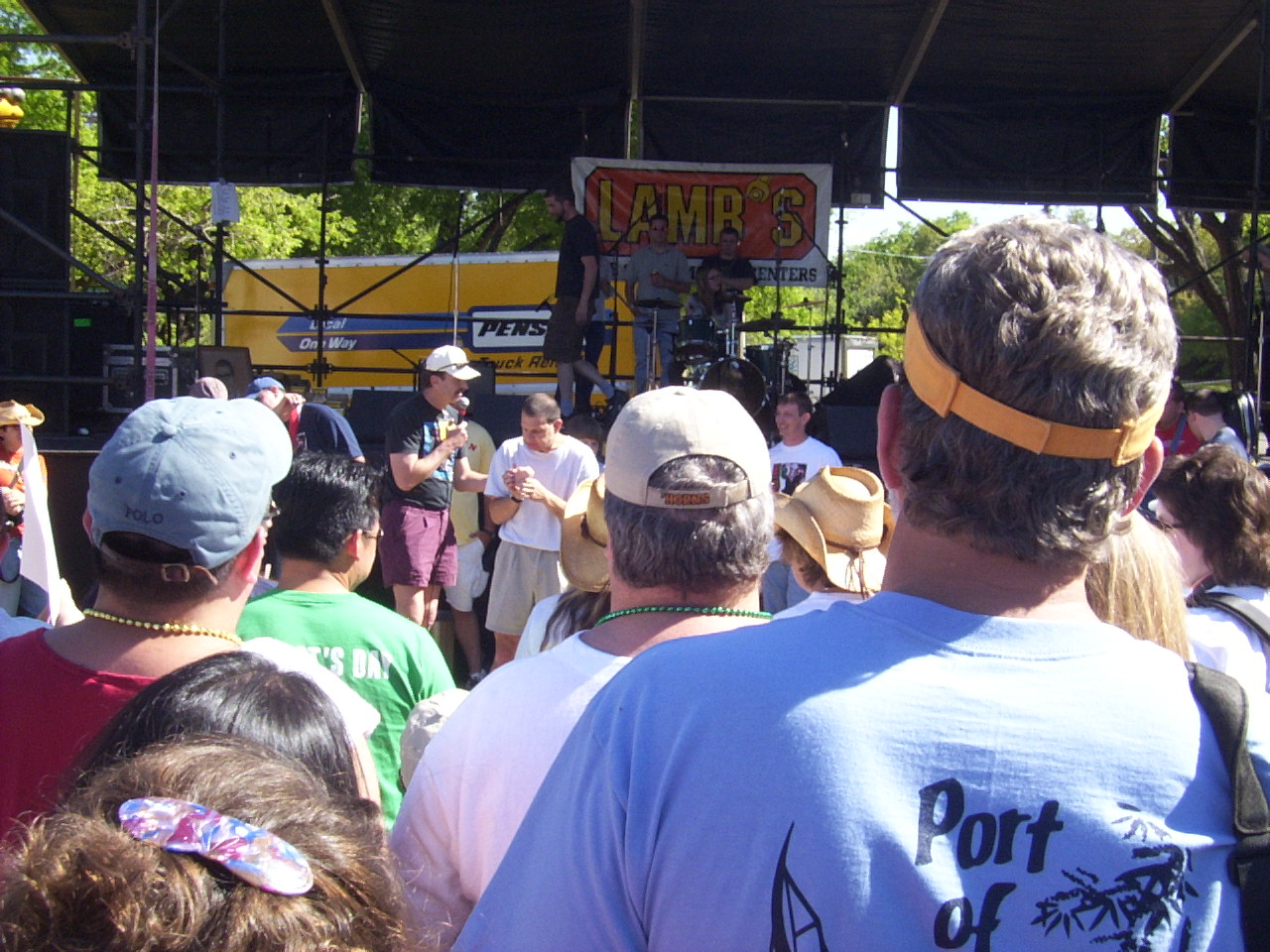
大食いコンテスト、2004年

SPAM料理コンテスト（調理人部門と一般者部門）や寸劇、コンサート、大食いコンテストなどが行われていたが、主催者だった障害者支援団体が資金難のため活動を停止して以来、開かれなくなった。

## ポップカルチャー

### 音楽
- 1997年にスカコアパンクグループのセイヴ・フェリス (Save Ferris) が、食品のスパムをモチーフとした「SPAM」という曲を発表している。曲の中で、子供の頃は家が貧困で、肉代わりにスパムを頻繁に食べていたと歌っている[27]。
- アル・ヤンコビックも「SPAM」というコメディーソングを発表している。曲の中で、スパムがどこにでもある事を歌っている[28]。
- モンティ・パイソンの「SPAMソング」がある。

### モンティ・パイソンとスパム
イギリスのコメディアン・グループ、モンティ・パイソンによるコメディ番組「空飛ぶモンティ・パイソン」に「スパム」というコント (sketch) がある（初放映1970年）。内容は、『豚肉と煮豆とスパム』、『卵とソーセージとスパム』、果ては『スパムとスパムとスパームと……（執拗に繰り返し）……とスパーム』といった具合にメニューがスパムだらけの食堂で、寸胴のウェイトレス（と女性客）がメニューでスパムを連呼する度に他の客（なぜかバイキング）がスパムスパム……という歌を歌い出し、最後のスタッフロールの表記すらスパムだらけになるというものであった。これが、迷惑行為を指すスパムの始源とされている。
モンティ・パイソンのメンバーのほとんどは、少年時代の戦中戦後、肉の配給制時代にスパムを食べねばならなかった世代であった。

## 派生語

### 迷惑行為
ハッカーとモンティ・パイソンとの親和性は、指摘されるところであり（ハッカー文化も参照のこと）、メッセージを繰り返して何かを溢れさせるような迷惑行為を、ハッカー達が「スパム」と呼ぶようになった。
The Net Abuse FAQでは、MUDのメッセージ機能で、SPAM SPAM SPAM ... と繰り返す嫌がらせを行った者がいた、という話を紹介している。『ハッカーズ大辞典』初版のspamの項には、[MUDコミュニティから]とあり、これを語源としているが、現行のジャーゴンファイル では、モンティ・パイソンからとしている。FOLDOCの記述も参照されたい。
大量のメッセージングによる迷惑行為が、ネットコミュニティで最初に問題になったのは、ネットニュースにおいてであった。「初の」ではないが、初期の有名なUsenet（ネットニュース）スパムに、1994年のグリーンカードスパム（en:Canter & Siegel#Green card spam）がある。
その後、電子メールでのスパム行為が、インターネット内には留まらない大きな社会問題となった。迷惑メールについてはスパム (メール)を参照。歴史についての詳細はen:Spamming#Historyにある。

### spamと“SPAM”
迷惑メールなどの行為をスパムと呼ぶ社会現象に対し、ホーメル食品側は商標の普通名称化を懸念し「当社の商標はSPAMである」として、迷惑メールに関しては“spam”と小文字で表記することを提案、自社ウェブサイト上で呼び掛けている。しかし同社は、商標名を社名や商品名に使用することは容認しておらず、SpamArrest社（迷惑メール対策ソフトウェアを開発）を商標権侵害で訴えたが、敗訴した。その一方、インターネット利用者の中にも「spamは食えない（面白みが無い）が、SPAMはウマい！」等とする愛好者も現れるに至り、インターネット経由で愛好者を増やしたり、日本ではギークが秋葉原に行くついでに「アメ横でスパム缶を購入」が、冗談用のスタイルとして派生している。
2004年4月1日には、技術情報関連ニュースサイトから個人情報が流出、7名にスパム（同製品）が宅配便で届けられるというニュース（勿論、エイプリルフールのジョーク）が掲載されている。